# Fachman
Fachman (ang. The Fixer) – powieść amerykańskiego pisarza Bernarda Malamuda wydana w 1966 roku.

## Fabuła
Akcja książki rozgrywa się na Ukrainie w latach 1911–1913 i jest oparta na autentycznych wydarzeniach, tzw. sprawie Bejlisa. Główny bohater, Żyd Jakow Bok, porzucony przez żonę Rajzlę, opuszcza rodzinny sztetl i przenosi się do Kijowa, gdzie rozpoczyna pracę jako nadzorca cegielni należącej do członka Czarnej Sotni, podając się za Łotysza. Zostaje zdemaskowany jako Żyd, fałszywie oskarżony o rytualne zamordowanie rosyjskiego chłopca i trafia do więzienia. Mimo presji Ochrany z uporem odmawia przyznania się do winy, a rosyjski prokurator Bibikow próbuje odnaleźć prawdziwego zabójcę, gdyż zdaje sobie sprawę, że gdyby Jakow się załamał, społeczności żydowskiej groziłyby pogromy.

## Nagrody
W 1967 roku powieść otrzymała National Book Award oraz Nagrodę Pulitzera w dziedzinie beletrystyki.

## Adaptacja filmowa
W 1968 roku na podstawie książki nakręcono film „The Fixer” (polski tytuł „Żyd Jakow”) w reżyserii Johna Frankenheimera z udziałem Alana Batesa i Dirka Bogarde’a.

## Polskie wydanie powieści
Polskie wydanie Fachmana ukazało się w 1994 roku nakładem wydawnictwa Iskry w tłumaczeniu Tomasza Wyżyńskiego.